# James S. Smart
James Stevenson Smart (* 14. Juni 1842 in Baltimore, Maryland; † 17. September 1903 in Cambridge, New York) war ein US-amerikanischer Offizier und Politiker. Zwischen 1873 und 1875 vertrat er den Bundesstaat New York im US-Repräsentantenhaus.

## Werdegang
James Stevenson Smart wurde ungefähr vier Jahre vor dem Ausbruch des Mexikanisch-Amerikanischen Krieges in Baltimore geboren. Die Familie zog 1849 nach Coila im Washington County. Er besuchte die Cambridge Academy und das Union College in Schenectady. 1863 graduierte er am Jefferson College in Canonsburg (Pennsylvania). Während des Bürgerkrieges trat er im Januar 1864 in die Unionsarmee ein. Zu jenem Zeitpunkt bekleidete er den Dienstgrad eines First Lieutenants im 16. Regiment der New York Heavy Artillery. Man beförderte ihn zum Captain. Er wurde im August 1865 ehrenhaft entlassen. 1865 ging er in Cambridge Zeitungsarbeit nach. Er gab die Washington County Post heraus. Politisch gehört er der Republikanischen Partei an.
Bei den Kongresswahlen des Jahres 1872 für den 43. Kongress wurde Smart im 16. Wahlbezirk von New York in das US-Repräsentantenhaus in Washington, D.C. gewählt, wo er am 4. März 1873 die Nachfolge von John Rogers antrat. Da er auf eine erneute Kandidatur im Jahr 1874 verzichtete, schied er dem 3. März 1875 aus dem Kongress aus.
Smart wurde zum Steuereinnehmer im nördlichen Distrikt von New York ernannt – eine Stellung, die er vom 31. März 1883 bis zum 9. November 1885 innehatte. Er war viele Jahre lang Mitglied im Republican State Central Committee. Am 17. September 1903 verstarb er in Cambridge und wurde dann auf dem Woodland Cemetery beigesetzt.